# Derambila iridoptera
Derambila iridoptera là một loài bướm đêm trong họ Geometridae.